# Energiintensitet
Energiintensitet, det vill säga förhållandet mellan den totala energiförbrukningen och bruttonationalprodukten, är ett mått på hur effektivt energin används inom ekonomin. Det är en rad faktorer som kan påverka ett lands energiintensitet. Generellt avspeglar måttet den allmänna efterfrågan av nivå på levnadsstandard och ett lands klimatförhållanden. Hög (låg) energiintensitet indikerar ett högt (lågt) pris eller kostnad att konvertera energi till BNP.